# Hadewijch
Hadewijch (ur. w XIII w. w Brabancji, zm. w XIII w. w Brabancji) – średniowieczna mistyczka, poetka, beginka, przedstawicielka mistyki nadreńskiej i liryki średniowiecznej.

## Życiorys
Hadewijch żyła w XIII wieku (prawdopodobnie w latach ok. 1210-1260). Była beginką, poetką i mistyczką . O jej życiu jednak nic pewnego nie wiadomo. Pracujący w II połowie XIX wieku konserwator królewskiej biblioteki Karel Ruelens wysnuł przypuszczenie, że mogło chodzić o brukselską beginkę imieniem Bloemaerdinne. Na podstawie wzmianek w tekstach umiejscawia się ich powstanie za rządów Henryka IV (pana Bredy w latach 1246-1254) oraz działalności inkwizytora Roberta la Bougre, który w latach 1236-1239 skazał we Flandrii co najmniej 250 osób na śmierć pod zarzutem herezji. Na podstawie słownictwa domniemywa się, że Hadewijch była ponadprzeciętnie jak na ówczesne czasy wykształcona i mogła pochodzić z rodu szlacheckiego.
Problem w ustaleniu szczegółów na jej temat wynika z tego, że nie zachował się żaden oryginał jej listów, a wszystkie są rękopiśmiennymi odpisami, przepisywanymi przez klasztornych kopistów. Odpisy różnią się, jeśli chodzi o naleciałości miejscowych dialektów, z czego najwięcej pochodzi z południowej Brabancji. Jej pieśni wywarły wpływ na dzieła bł. Jana Ruysbroecka.

## Twórczość
Hadewijch znała język francuski i łaciński, orientowała się w ówczesnych traktatach teologicznych. W swoich tekstach opisywała bezpośredni kontakt ze Stwórcą, wywołując u czytelnika niepokój, przez co mówiono, że „budzi strach i złość”. Centralnym pojęciem jej twórczości jest minne – platoniczna miłość rycerza do kobiety, którą odniosła do relacji między Bogiem a człowiekiem. Dlatego dopatrywano się pokrewieństwa jej pieśni z poezją minnesingerów.
W rękopiśmiennych odpisach zachowało się – jak się oblicza – 45 pieśni, 31 listów pisanych prozą, 16 rymowanych i 14 spisanych wizji – 13 wierszy najpewniej nie jest jej autorstwa, ale niekiedy są jej przypisywane. Odkryte zostały przez niemieckiego filologa i historyka Franza Josefa Monego w I połowie XIX wieku w Królewskiej Bibliotece w Brukseli. Nie były podpisane poza jedną nieczytelną notatką na marginesie, którą dostrzeżono zresztą w 1895. Ich autorstwo nie było znane do roku 1857, gdy flamandzki student prawa Angillis w inwentarzu klasztornym odnalazł informację o autorstwie pieśni niejakiej Hadewighen (Hadewijch). Angillis porównał wzmiankę z inwentarza z tytułami rękopisów, a jego odkrycie potwierdzono w 1867, gdy odnaleziono trzeci rękopis wyraźnie oznaczony imieniem mistyczki.

## Obecność w kulturze
Postać Hadewijch była główną bohaterką francuskiego filmu fabularnego Wierząca (2009) w reżyserii Bruno Dumonta. 